# Mozilla Foundation
Mozilla Foundation (скорочено MF або MoFo) — некомерційна організація, створена для підтримки та керівництва проєктом Mozilla. Ця організація встановлює політику розробки, експлуатує необхідну проєкту інфраструктуру, контролює товарні знаки й іншу інтелектуальну власність. Mozilla Foundation є власником дочірніх компаній Mozilla Corporation, яка надає роботу багатьом розробникам Mozilla і координує випуски браузера Mozilla Firefox, поштового клієнта Mozilla Thunderbird і Mozilla Messaging, яка розробляє Thunderbird 3. Mozilla Foundation базується в Маунтін-В'ю, штат Каліфорнія, США.
Mozilla Foundation описує себе як «некомерційна організація, метою якої є збереження можливості вибору та стимулювання інновацій у мережі Інтернет».

## Історія

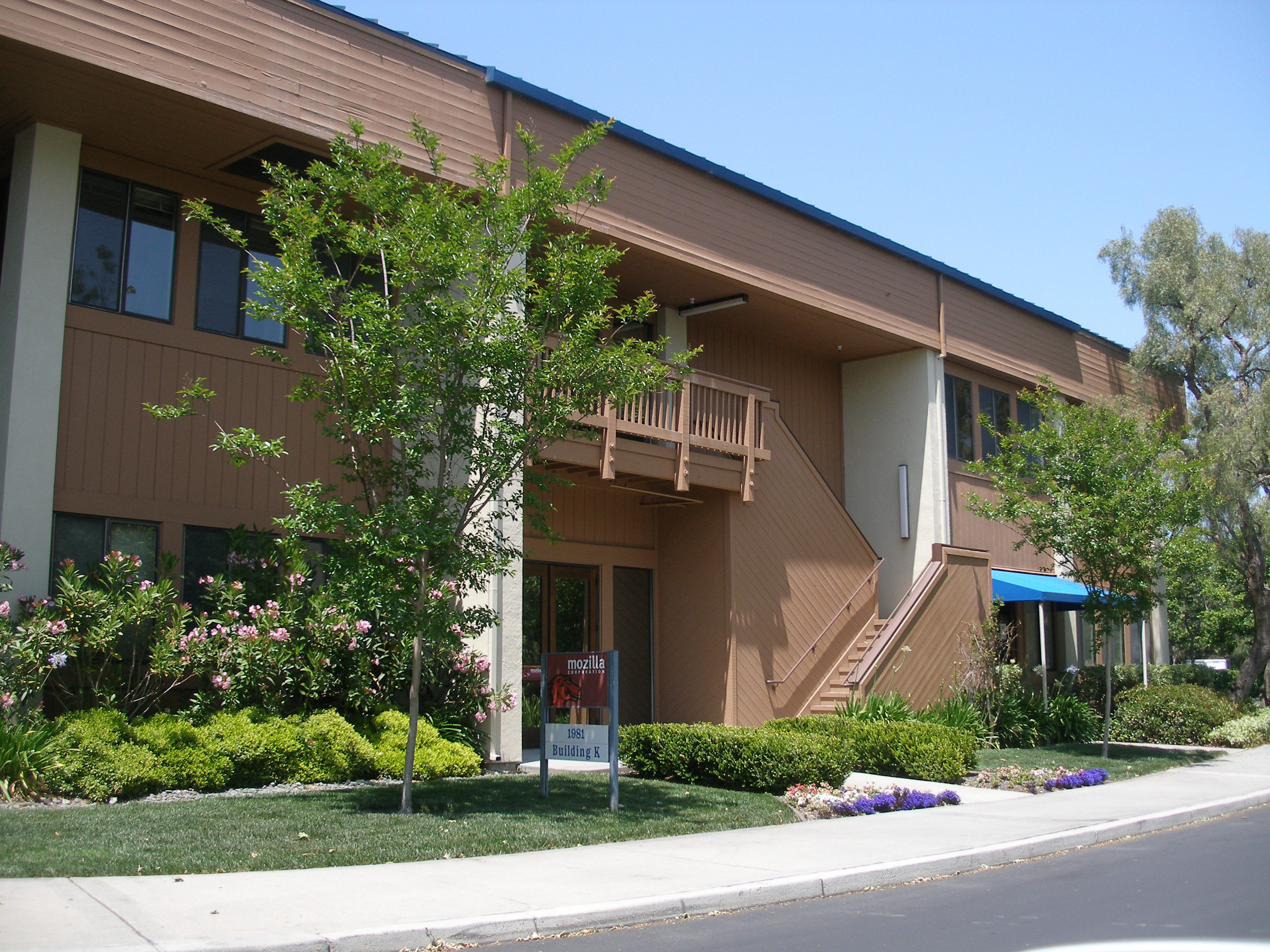
Штаб-квартира організації в Маунтин-В'ю

Своєю появою Mozilla зобов'язана компанії Netscape Communications. В кінці дев'яностих років Netscape домінував на ринку браузерів, проте почав відчувати зростаючий тиск з боку Microsoft Internet Explorer. На відміну від Netscape, який коштував близько 30 доларів, браузер Microsoft був безкоштовним і до того ж поставлявся в комплекті з Windows. У результаті Netscape ухвалила рішення передати вихідні коди браузера розробникам-добровольцям, сфокусувавшись при цьому на корпоративних продуктах.
На початку 1998 року Netscape відкрила початкові коди свого браузера, а 31 березня того ж року офіційно почала свою діяльність організація Mozilla, якій належало зайнятися координацією розробки пакету застосунків Mozilla Application Suite. Саме у основу цього пакету були покладені відкриті коди програм Netscape.
Влітку 2003 року після того, як America Online (AOL), батьківська структура Netscape, втратила інтерес до розробок організації Mozilla, з'явився некомерційний фонд Mozilla Foundation. А 3 серпня 2005 року Mozilla Foundation оголосив про створення комерційного підрозділу Mozilla Corporation, якому були передані всі операції, пов'язані з просуванням браузера Firefox і поштового клієнта Thunderbird.
Mozilla за минулі роки вдалося виконати величезну роботу. Створений зусиллями співтовариства пакет Firefox на сьогоднішній день є другим по популярності браузером у світі після Internet Explorer і продовжує нарощувати ринкову частку. У складі організації Mozilla було сформовано новий підрозділ Mozilla Messaging, співробітники якого займуться подальшим розвитком клієнта електронної пошти Thunderbird.

## Діяльність
У первинному розширенні області діяльності Mozilla Foundation швидко перевершила mozilla.org, оскільки новій організації довелося узяти на себе ті завдання, які традиційно вирішувалися Netscape і іншими компаніями, що використали технології Mozilla. В рамках перенацілювання проєкту на потреби кінцевих користувачів Mozilla Foundation підписала з різними компаніями контракти на продаж компакт-дисків з програмами Mozilla і на надання телефонної технічної підтримки. У обох випадках постачальниками цих послуг залишилися ті ж компанії, що працювали з Netscape. Mozilla Foundation стала жорсткіше захищати свою інтелектуальну власність, розробивши стандарти використання своїх товарних знаків і логотипів. Були запущені ряд нових проєктів, наприклад з маркетингу.
Сформувавши Mozilla Corporation, Mozilla Foundation делегувала їй розробку і бізнес-діяльність. Mozilla Foundation концентрувалася на проблемах ухвалення рішень і політик, хоча продовжує стежити за проєктами типа Camino і SeaMonkey, які не є офіційними продуктами Mozilla. Mozilla Foundation є власником товарних знаків і іншої інтелектуальної власності, яка ліцензіює Mozilla Corporation. Крім того, Mozilla Foundation контролює доступ до репозиторіїв (сховищ) вихідного коду Mozilla і приймає рішення про розподіл прав доступу до них.

## Фінансування
Mozilla Foundation приймає як джерела фінансування добровільні пожертвування. Крім первинного внеску AOL, що склав 2 мільйони доларів, 300 тисяч доларів пожертвував Mitch Kapor. Mozilla Foundation звільнена від сплати податків згідно з IRC 501(c)3 податкового кодексу США. Проте Mozilla Corporation є платником податків.
Mozilla Foundation також уклала угоду з Google, включивши його як пошуковий рушій за умовчанням в пошукову панель Firefox. Крім того, домашньою сторінкою за умовчанням була зроблена сторінка пошуку Google, оформлена в стилі Firefox. Хоча деталі операції не були оголошені широкій публіці, фінансові результати Mozilla Foundation доступні на її сайті.
Термін дії контракту закінчується в листопаді 2008 року. Надалі співпраця з Google може бути продовжена, але тільки якщо це не шкодитиме незалежності і відкритості Mozilla.

## Філіали

### Mozilla Corporation
3 серпня 2005, Mozilla Foundation оголосила про створення Mozilla Corporation, пояснюючи це як «оподатковувана дочірня компанія, служить меті некомерційний та суспільній користі свого батька, Mozilla Foundation, і що буде нести відповідальність за розробку продукції, маркетинг та розподіл Mozilla продуктів.» На відміну від Mozilla Foundation, Mozilla Corporation є податковою особою, що дає набагато більшу свободу в  підприємницькій діяльності. Більшість доходів надходить від корпорації  Google Inc., пошукова система якої за замовчуванням використовується Mozilla Firefox.

### Beijing Mozilla Online Ltd
Beijing Mozilla Online Ltd (Китайський:北京 谋 智 网络 技术 有限公司), Mozilla China — дочірня компанія  Mozilla Corporation її штаб-квартира в Пекіні.

## Пожертвування
В 2006, після звернення Theo de Raadt з OpenBSD про фінансування юридичними особами, які мають прибуток від використання OpenSSH пакетних дистрибуцій, Mozilla Foundation пожертвувала $10,000 De Raadt і OpenBSD для розробки OpenSSH. Пожертвувані кошти було виділено з прибутку від угоди з Google. Також звернення було направлено корпораціям Cisco, IBM, HP та Red Hat (компанії які розробляють операційні системи, що містять OpenSSH, але нійчого не пожертвували на розвиток цієї системи), Mozilla Foundation виявив, що без OpenSSH, більша частина роботи розробників була заснована на ненадійних та небезпечних методах і тим самим фонд надав кошти як подяку.

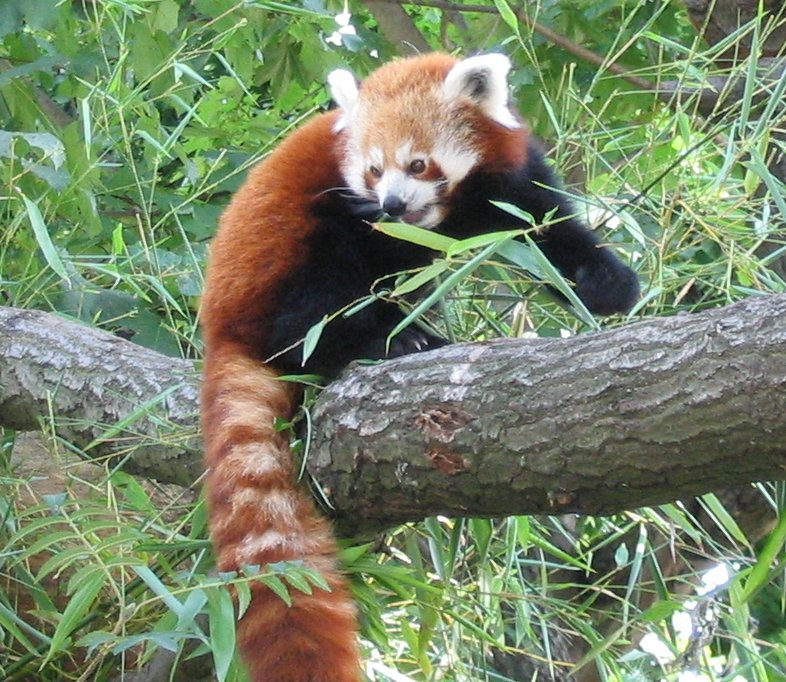
Мала панда символ Mozilla Firefox

Наприкінці 2010, Mozilla Foundation почала співробітництво з зоопарком Ноксвілла в зусиллі підвищити обізнаність людей про загрозу зникнення малих панд (вони наче з логотипа Mozilla Firefox). Двоє дитинчат малих панд, що народилися в Knoxville Zoo офіційно стали частиною спільноти Mozilla. Дитинчата були названі Spark та Ember на онлайн голосуванні. Mozilla транслювала 24 години на добу відео в реальному часі протягом декількох місяців.

## Люди
Рада директорів Mozilla Foundation складається з п'яти членів:
- Мітчелл Бейкер (Голова)
- Брайан Белендорф
- Йочі Іто
- Боб Лісбон
- Кеті Девідсон

Спочатку, Крісофер Близзард займав місце в раді, але він перейшов до ради директорів Mozilla Corporation, коли вона була заснована, через це його місце зайняв Йоичи Іто. Боб Лісбоні та Карл Маламуд були обрані до ради у жовтні 2006.
Багато робітників компанії Mozilla Foundation перейшло до Mozilla Corporation після її заснування.